# 이란 U-23 축구 국가대표팀
이란 U-23 축구 국가대표팀은 이란을 대표하는 23세 이하 축구 국가대표팀으로 현재 하계 올림픽 본선 출전 기록은 없다.

## 국제 대회 경력

### AFC U-23 아시안컵
첫 대회인 2014년 대회를 시작으로 U-23 아시안컵 본선에는 4번 출전하여 2016년 대회에서 8강에 올랐으나 우승과는 모두 인연을 맺지 못했다.

### 아시안 게임
아시안 게임에는 5번 출전하여 이 중 2002년 대회에서 금메달을 거머쥐었고 2006년 대회에서는 은메달을 획득했지만 2010년 대회에서는 4위에 그치며 메달 획득에 실패했다.

### 서아시아 U-23 챔피언십
서아시아 축구 연맹 소속 시절이던 2015년 대회에 유일하게 출전하여 이 대회에서 정상에 등극했지만 2015년 대회 이후 중앙아시아 축구 연맹으로 넘어가면서 더 이상 이 대회에는 참가하지 않는다.

## 주요 대회 성적

### 올림픽
| 모든 연령의 선수 참가에서 23세 이하로 변경 |           |           |           |           |           |           |           |           |           |
| 1992년                                     | 예선 탈락 | 예선 탈락 | 예선 탈락 | 예선 탈락 | 예선 탈락 | 예선 탈락 | 예선 탈락 | 예선 탈락 | 예선 탈락 |
| 1996년                                     | 예선 탈락 | 예선 탈락 | 예선 탈락 | 예선 탈락 | 예선 탈락 | 예선 탈락 | 예선 탈락 | 예선 탈락 | 예선 탈락 |
| 2000년                                     | 예선 탈락 | 예선 탈락 | 예선 탈락 | 예선 탈락 | 예선 탈락 | 예선 탈락 | 예선 탈락 | 예선 탈락 | 예선 탈락 |
| 2004년                                     | 예선 탈락 | 예선 탈락 | 예선 탈락 | 예선 탈락 | 예선 탈락 | 예선 탈락 | 예선 탈락 | 예선 탈락 | 예선 탈락 |
| 2008년                                     | 예선 탈락 | 예선 탈락 | 예선 탈락 | 예선 탈락 | 예선 탈락 | 예선 탈락 | 예선 탈락 | 예선 탈락 | 예선 탈락 |
| 2012년                                     | 예선 탈락 | 예선 탈락 | 예선 탈락 | 예선 탈락 | 예선 탈락 | 예선 탈락 | 예선 탈락 | 예선 탈락 | 예선 탈락 |
| 2016년                                     | 예선 탈락 | 예선 탈락 | 예선 탈락 | 예선 탈락 | 예선 탈락 | 예선 탈락 | 예선 탈락 | 예선 탈락 | 예선 탈락 |
| 2020년                                     | 예선 탈락 | 예선 탈락 | 예선 탈락 | 예선 탈락 | 예선 탈락 | 예선 탈락 | 예선 탈락 | 예선 탈락 | 예선 탈락 |
| 합계                                       | 0/8       | 0         | 0         | 0         | 0         | 0         | 0         |           |           |

### 아시안 게임
| 연도                                       | 결과     | 경기 | 승 | 무 | 패 | 득점 | 실점 |
| ------------------------------------------ | -------- | ---- | -- | -- | -- | ---- | ---- |
| 모든 연령의 선수 참가에서 23세 이하로 변경 |          |      |    |    |    |      |      |
| 2002년                                     | 우승     | 6    | 4  | 2  | 0  | 16   | 2    |
| 2006년                                     | 3위      | 6    | 4  | 1  | 1  | 10   | 6    |
| 2010년                                     | 4위      | 7    | 5  | 0  | 2  | 14   | 8    |
| 2014년                                     | 조별예선 | 2    | 0  | 1  | 1  | 2    | 5    |
| 2018년                                     | ?        |      |    |    |    |      |      |
| 합계                                       | 4/4      | 21   | 13 | 4  | 4  | 42   | 21   |

### AFC U-23 아시안컵
| 연도   | 결과                              | 경기                              | 승                                | 무                                | 패                                | 득점                              | 실점                              |                                   |
| ------ | --------------------------------- | --------------------------------- | --------------------------------- | --------------------------------- | --------------------------------- | --------------------------------- | --------------------------------- | --------------------------------- |
| 2014년 | 조별리그                          | 3                                 | 1                                 | 1                                 | 1                                 | 6                                 | 5                                 |                                   |
| 2016년 | 8강                               | 4                                 | 2                                 | 0                                 | 2                                 | 6                                 | 7                                 |                                   |
| 2018년 | 예선탈락                          | 예선탈락                          | 예선탈락                          | 예선탈락                          | 예선탈락                          | 예선탈락                          | 예선탈락                          |                                   |
| 2020년 | 조별리그                          | 3                                 | 1                                 | 1                                 | 1                                 | 3                                 | 3                                 |                                   |
| 합계   | 3/4                               | 10                                | 4                                 | 2                                 | 4                                 | 15                                | 15                                |                                   |
| 순위   | AFC U-23 챔피언십 통산 순위: 11위 | AFC U-23 챔피언십 통산 순위: 11위 | AFC U-23 챔피언십 통산 순위: 11위 | AFC U-23 챔피언십 통산 순위: 11위 | AFC U-23 챔피언십 통산 순위: 11위 | AFC U-23 챔피언십 통산 순위: 11위 | AFC U-23 챔피언십 통산 순위: 11위 | AFC U-23 챔피언십 통산 순위: 11위 |

- 참고: AFC U-23 챔피언십이 올림픽 축구 아시아 지역 예선 역할을 한다.

## 역대 감독
| 감독        | 임기 |
| ----------- | ---- |
| 넬루 빙가다 | 2014 |

## 같이 보기
- 이란 축구 국가대표팀
- 이란 풋살 국가대표팀
- 이란 여자 축구 국가대표팀